# 米洛什角

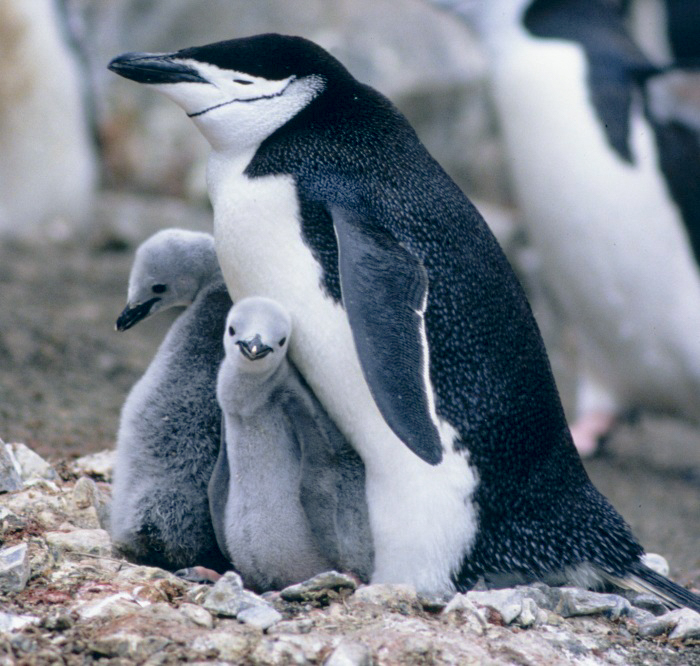

米洛什角（英語：Milosz Point）是南極洲的海岬，位於南設得蘭群島的喬治王島，處於諾斯角以西4.5公里的埃默洛爾德灣入口處西部，該海岬被國際鳥盟列為重點鳥區，是約17,000雙南極企鵝的棲息地，現時由南極條約體系管理。
61°55′00″S 57°45′30″W / 61.91667°S 57.75833°W